# 奄美新聞
奄美新聞（あまみしんぶん）は奄美新聞社が鹿児島県奄美市で発行している地方新聞。奄美群島全域を対象にしている。1959年7月創刊。

## 概要
郷土ニュースはもとより読売新聞社との契約により国内外の主要なニュース・スポーツ・経済情報を伝えている。
2008年（平成20年）1月には「大島新聞社」から「奄美新聞社」に社名を変更、同年12月より紙面をカラー化し、奄美の文化やスポーツの発展、郷土の教育振興の為の事業・イベントなどにも取り組んでいる。

## 会社概要
- 事業社： 株式会社奄美新聞社
- 創刊： 1959年
- 本社： 894-0026 鹿児島県奄美市名瀬港町16-11
- 発行エリア： 奄美本島・喜界島・徳之島・沖永良部島・与論島

## 沿革
- 1959年 7月 - 大島新聞が創刊。
- 2008年 1月 - 「大島新聞社」から「株式会社奄美新聞社」に社名を変更。
- 2008年12月 - 紙面カラー化。
- 2012年 8月 - ホームページ開設。
- 2012年 9月 - 電子新聞販売開始。